# Bakkerij Bloch

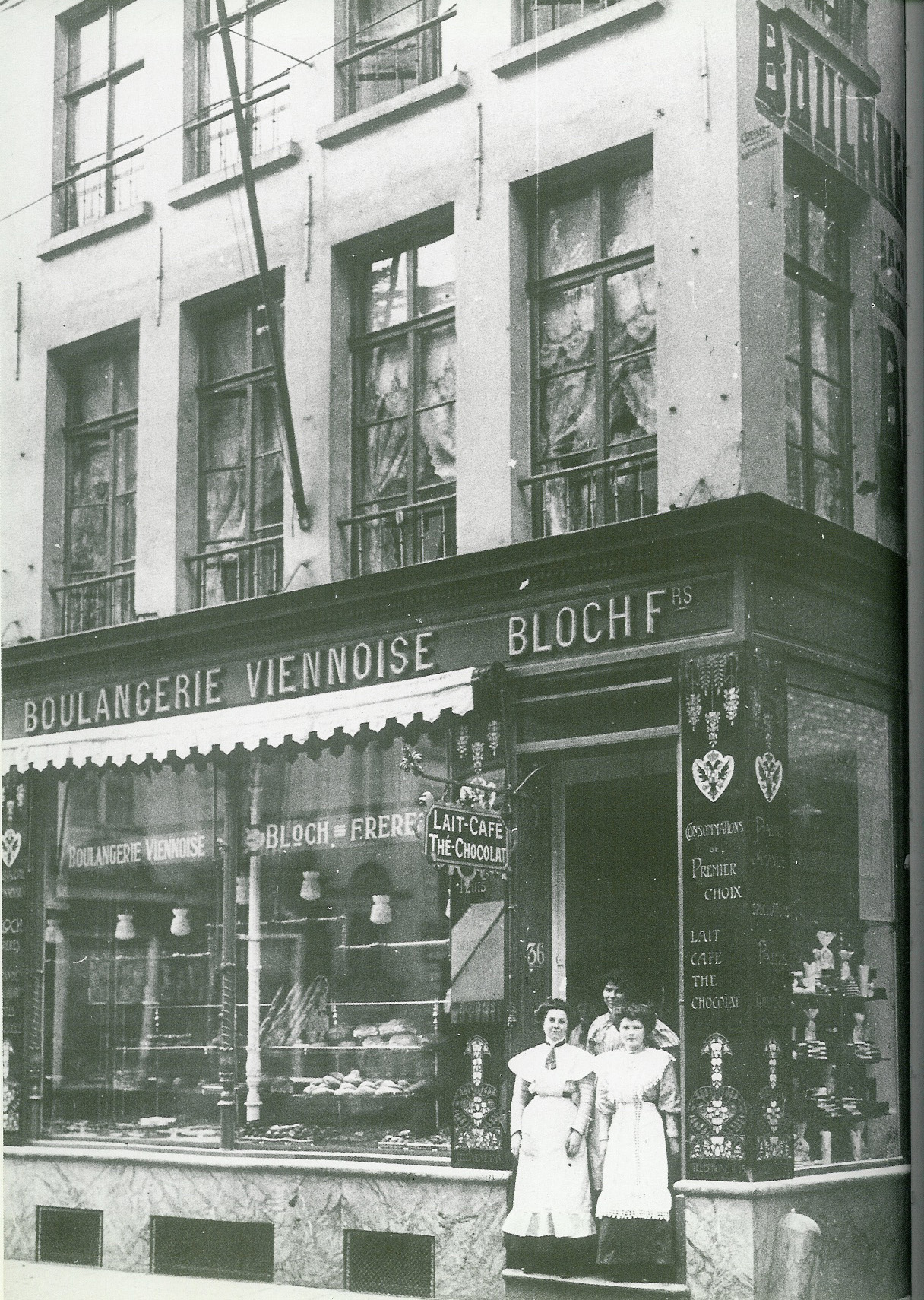
De Gentse Patisserie Bloch in 1909

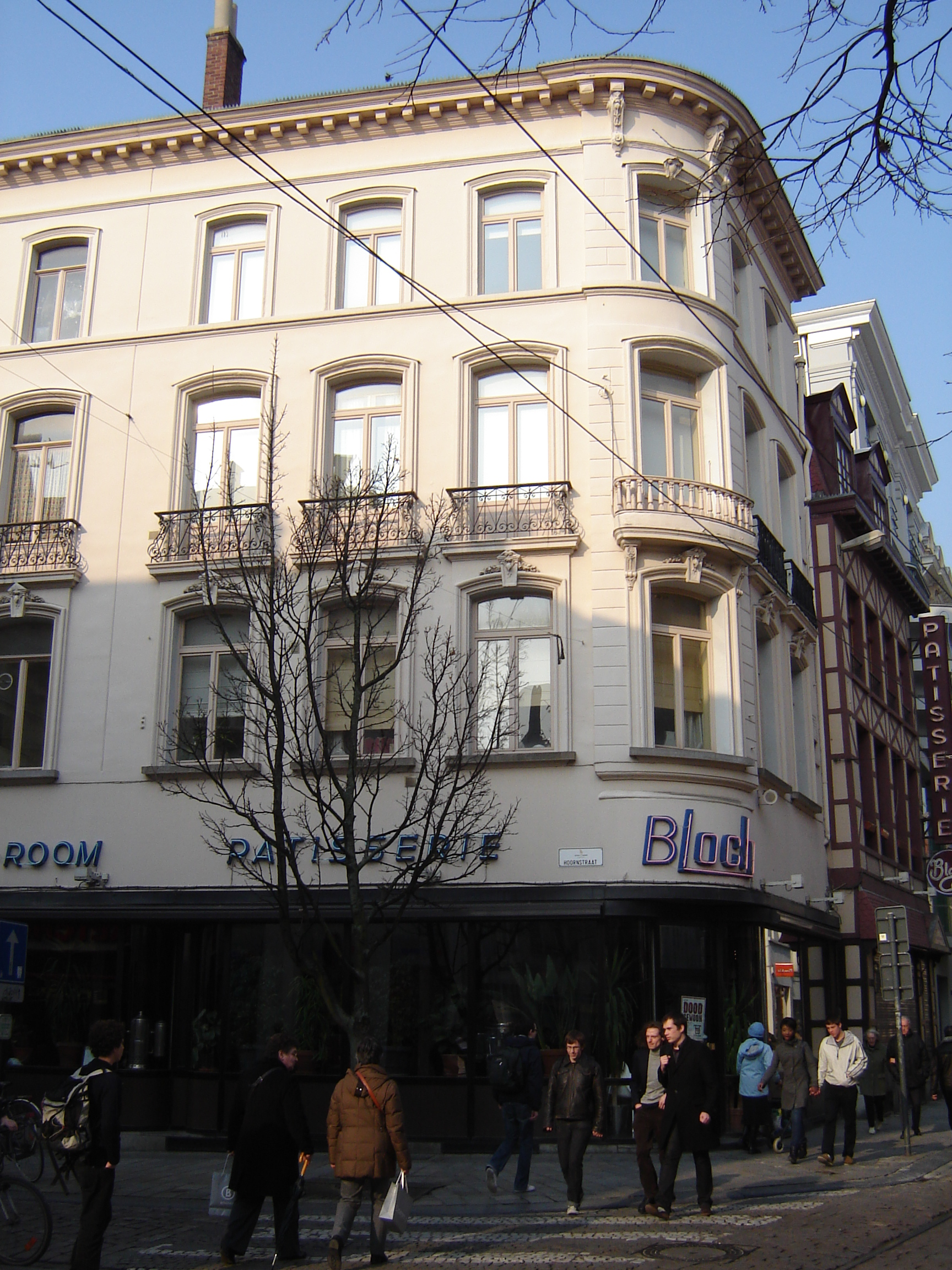
Patisserie Bloch in 2008

Bakkerij Bloch of Patisserie Bloch was een broodbakkerij in de Veldstraat, de belangrijkste winkelstraat van de Belgische stad Gent.
Bijna 109 jaar lang is deze zaak op de hoek van de Veldstraat en de Hoornstraat een door Gentenaars en toeristen frequent bezochte bakkerij en tearoom geweest. Zaterdag 29 maart 2008 sloot de zaak definitief zijn deuren. 
In 2015 keerde de bakkerij gedeeltelijk terug, als toeleverancier van suikerbrood en cake voor Delhaize en met een foodtruck. In 2020 kwam ook de winkel terug, zij het met andere uitbaters, in de Sint-Pietersnieuwstraat in Gent.

## Elzas
De basis werd gelegd door de joodse Benjamin Bloch (1866-1923) en echtgenote Sophie Loeb. Hij was geboren in Mackenheim in de Franse Elzas, zij in het Duitse Boppard. In 1898 kwamen ze zich vestigen te Gent nadat Benjamin al in de leer was in Charleroi en Luik, want familieleden hadden toen reeds bakkerijen in Brussel, Antwerpen, Luik en Oostende.
Onder de naam "Boulangerie Viennoise" openden zij op 30 april 1899 hun zaak, na de Eerste Wereldoorlog veranderde de naam in "Boulangerie Alsacienne". Omwille van het Oostenrijkse bondgenootschap met Duitsland was een naam die verwees naar Wenen niet meer populair. Daarom kozen ze voor een benaming die verwees naar hun streek van herkomst, de Elzas.
De tearoom naast de bakkerij werd in 1905 geopend.

## Oorlog
Bij het uitbreken van de Tweede Wereldoorlog zagen ze zich als joden genoodzaakt om via Frankrijk, Spanje en Portugal te vluchten. Schoonzoon Rodolphe Bloch en echtgenote Alice Bloch gingen samen met hun kinderen, Jacques en Nicole, wonen in New York.
Na aarzeling bleven moeder Sophie Loeb en haar dochter Marguerite toch achter om de winkel verder open te houden. Samen met Marguerites echtgenoot kwamen ze om in het concentratiekamp van Auschwitz.
Teruggekeerd uit Amerika kon de familie in 1945 het pand weer in bezit krijgen.
Op maandag 12 februari 2018 werden er drie stolpersteine ingemetseld op de hoek van de Veldstraat en de Hoornstraat, de plaats waar de zaak was gevestigd. Deze herinneren aan de deportatie van de drie genoemde familieleden in 1942 en '43 naar Auschwitz.

## Vier generaties
Naast het ambachtelijk maken van brood en taarten was vooral de bijhorende verbruikerszaal bekend: geen Gentenaar die haar, sinds 1905, niet heeft bezocht. Tijdens de oorlog stond er aangeduid dat de zaak eigendom was van joden, toch ging schrijver Felix Timmermans er eten, alleen al uit protest tegen de Duitse maatregelen.
Rodolphe Bloch runde de zaak tot aan zijn overlijden in 1958; toen kwam de leiding in handen van zijn zoon Jacques Bloch (1928-2024) en in 1979 kwam diens zoon François er ook werken. Hij is de broer van de Gentse rechter Alain Bloch.

## Trivia
- De toonbank, de broodkast, de etalage, een trog, een grote vitrinekast en het voorste deel van de ovens zijn door de familie Bloch verkocht aan de Nederlandse televisieomroep VARA. Het moet dienen als decor voor de televisieserie Bakker Stok.[7]
- Begin mei 2008 had onder massale belangstelling een uitverkoop van allerlei gebruiksvoorwerpen plaats. Allerlei bestek en zilveren kannetjes werden er te koop gesteld.